# Esk (Australia)
Esk – miasto w Australii, w stanie Queensland.